# Jusiana de Entenza
Jusiana de Entenza (? — siglo XIII), señora de Alcolea de Cinca, era hija de Ponce Hugo de Entenza y mujer de Bernardo Guillermo de Montpelier, caballero occitano y tío del rey Jaime I de Aragón. Con motivo de su matrimonio con Jusiana de Entenza, Bernardo Guillermo pasó a ser conocido históricamente como Bernardo Guillermo de Entenza, nombre que también se le puso a sus hijos.

## Descendencia
Del matrimonio con Bernardo Guillermo de Montpellier nacieron:
- Guillermo I de Entenza
- Bernardo Guillermo de Entenza (?- 1235), señor de Fraga